# Outapi
Outapi (également orthographié Uutapi dans sa variante Oshindonga ou Oshikuanyama), auparavant connue sous le nom d'Ombalantu, est une ville du nord de la Namibie, capitale de la Région Omusati.

## Histoire
Comme la plupart des villes actuelles du territoire Ovambo, le site de l'actuelle ville était un bourg poussiéreux jusqu'à l'époque de l'indépendance. Le lieu, objet de peu d'attention jusqu'aux années 1960, gagna en importance lorsque le premier accrochage significatif entre la SWAPO et l'occupant sud-africain eut lieu un peu plus au Sud, à Ongulumbashe, le 16 août 1966. L'installation d'une base de la South African Defence Force donna à l'Ombalantu d'alors davantage d'importance dans un Sud-Ouest africain engagé dans une longue lutte pour l'indépendance.

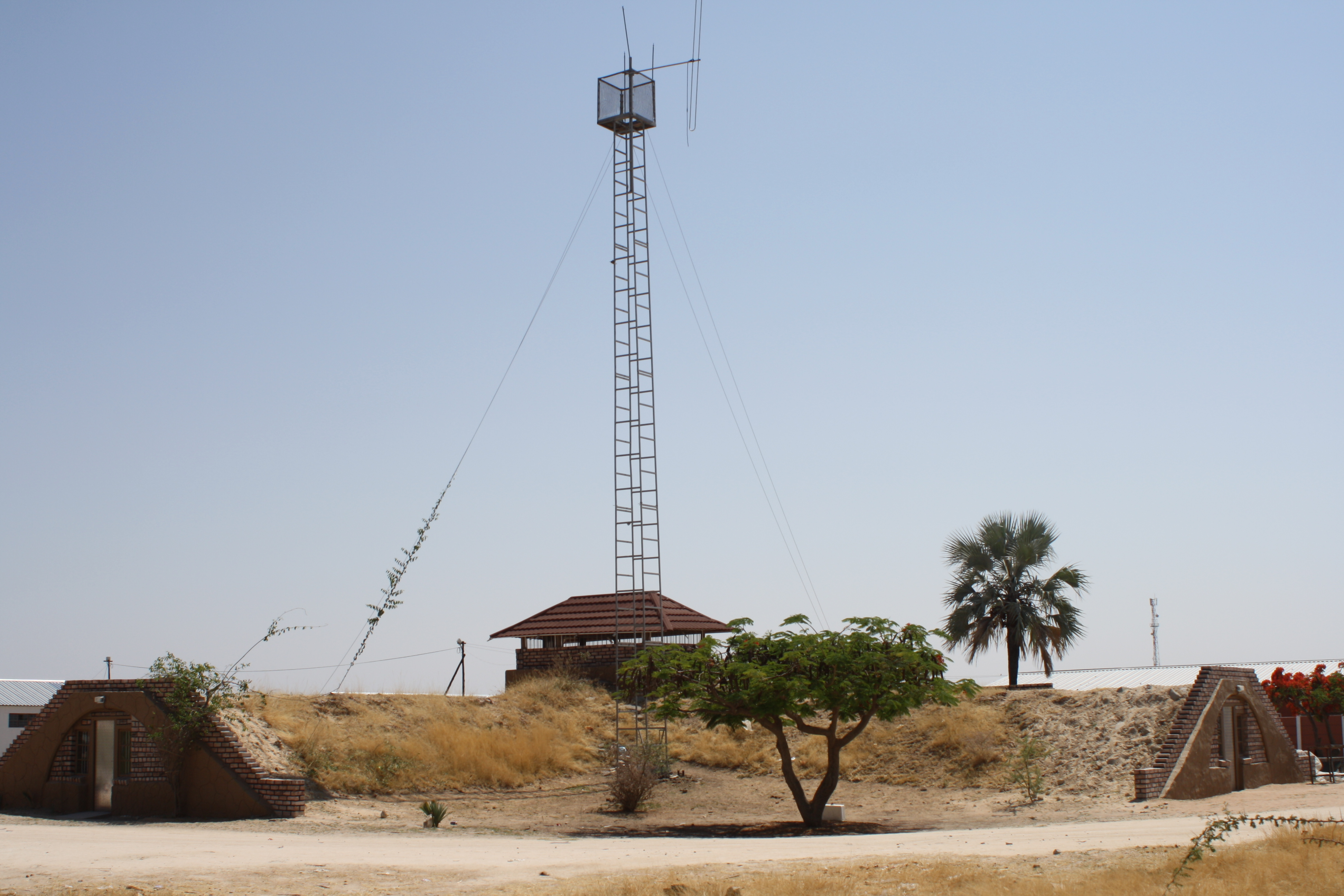
Les vestiges de la South African Defence Force

À l'indépendance le 21 mars 1990, Outapi se développe petit à petit en un centre commercial pour la région, et accède au statut de ville en février 1997. En 1998, la jeune ville devient la capitale de la région administrative d'Omusati alors qu'en juillet 2002, la ville accède à l'autonomie.
Depuis lors Outapi, comme nombre des villes du Nord du pays, s'est fortement développée. Un nouveau marché central (Outapi Open Market) a été inauguré le 24 février 2005, en complément du marché ouvert d'Onhimbu, alors qu'une pépinière d'entreprises accueille près de 370 petites et moyennes entreprises.

## Géographie

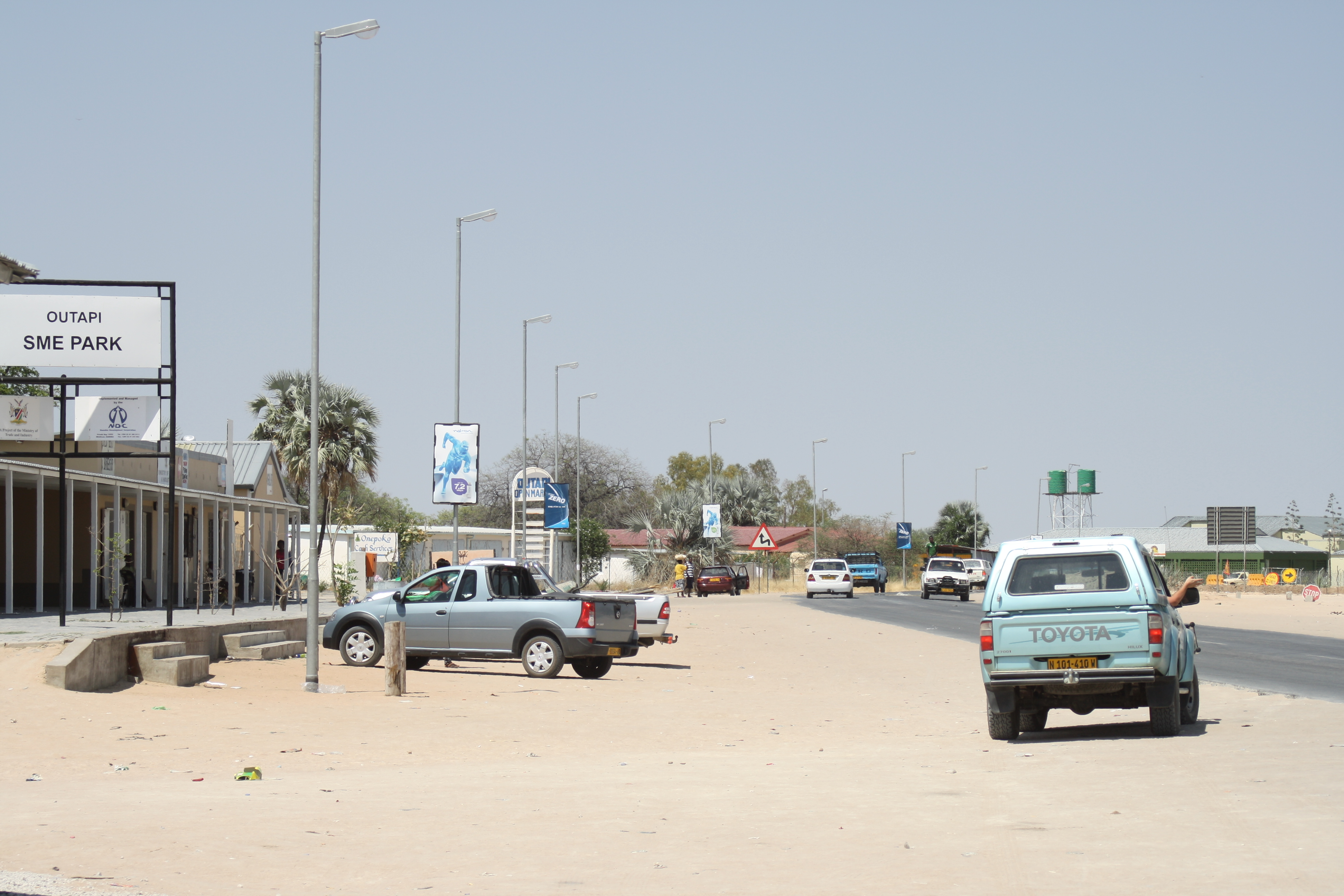
Scène de rue à Outapi

### Situation et cadre physique
Le site d'Outapi est caractérisé par un relief particulièrement plat, où poussent de hautes herbes, de nombreux baobabs ainsi que des palmiers et des marulas. Le territoire de la ville englobe 13 villages : Ohamuyala, Okayekongwe, Omholo, Oshima, Okakwa, Ohamwaala (ou Ombingayimwe), Okalunga, Okanghete, Onamulunga, Okaile (ou Onakayale), Omukoko, Omushii et Ohambalanganga.
La ville est située à quelques dizaines de kilomètres de la frontière avec l'Angola, à vol d'oiseau.

### Climat
Le climat d'Outapi est chaud, avec des températures comprises entre 26 °C et 30 °C. Les précipitations sont d'environ 270 mm par an.

## Démographie
Peu de chiffres circulent sur la démographie d'Outapi, en raison de son récent statut de ville. Le recensement de 2005 fait cependant état de 4 577 habitants.
En 2001, la grande majorité de la population appartient à la tranche active des 15-59 ans (68,4 %). Près d'un cinquième de la population est âgée de 5 à 14 ans (17,9 %). Ceci fait d'Outapi une ville où la population est très jeune, puisque la tranche d'âge de 60 ans est marginalement représentée (3,8 %).

## Administration

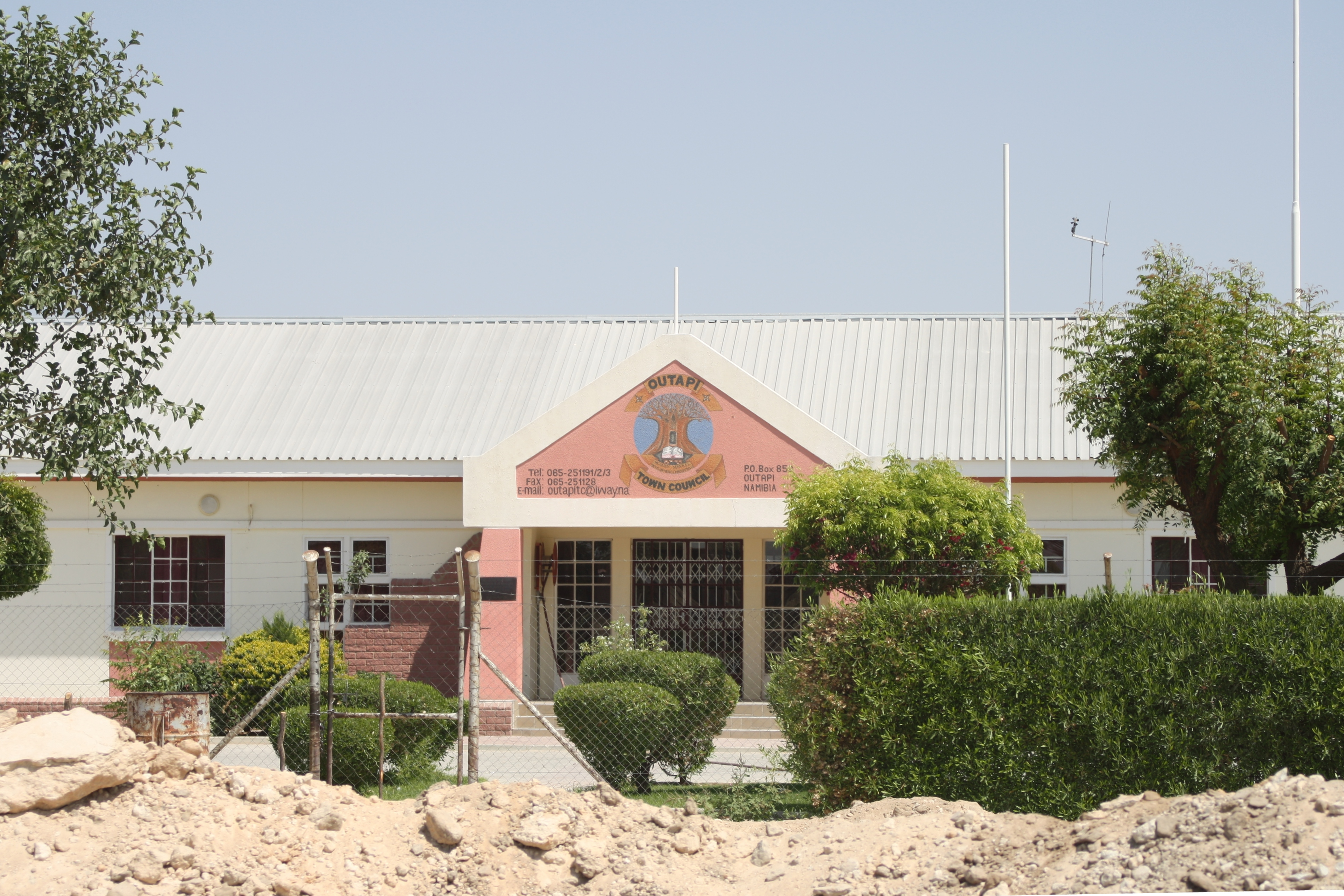
Les locaux du Conseil Municipal d'Outapi

La ville d'Outapi est gérée par un Conseil municipal (Town Council). Un bureau de la poste namibienne Nampost est également implanté dans la ville. Les services de santé sont assurés par une clinique et un hôpital public.
En tant que capitale régionale, Outapi accueille en outre sur son territoire les bureaux de l'administration régionale de la région Omusati.

## Économie

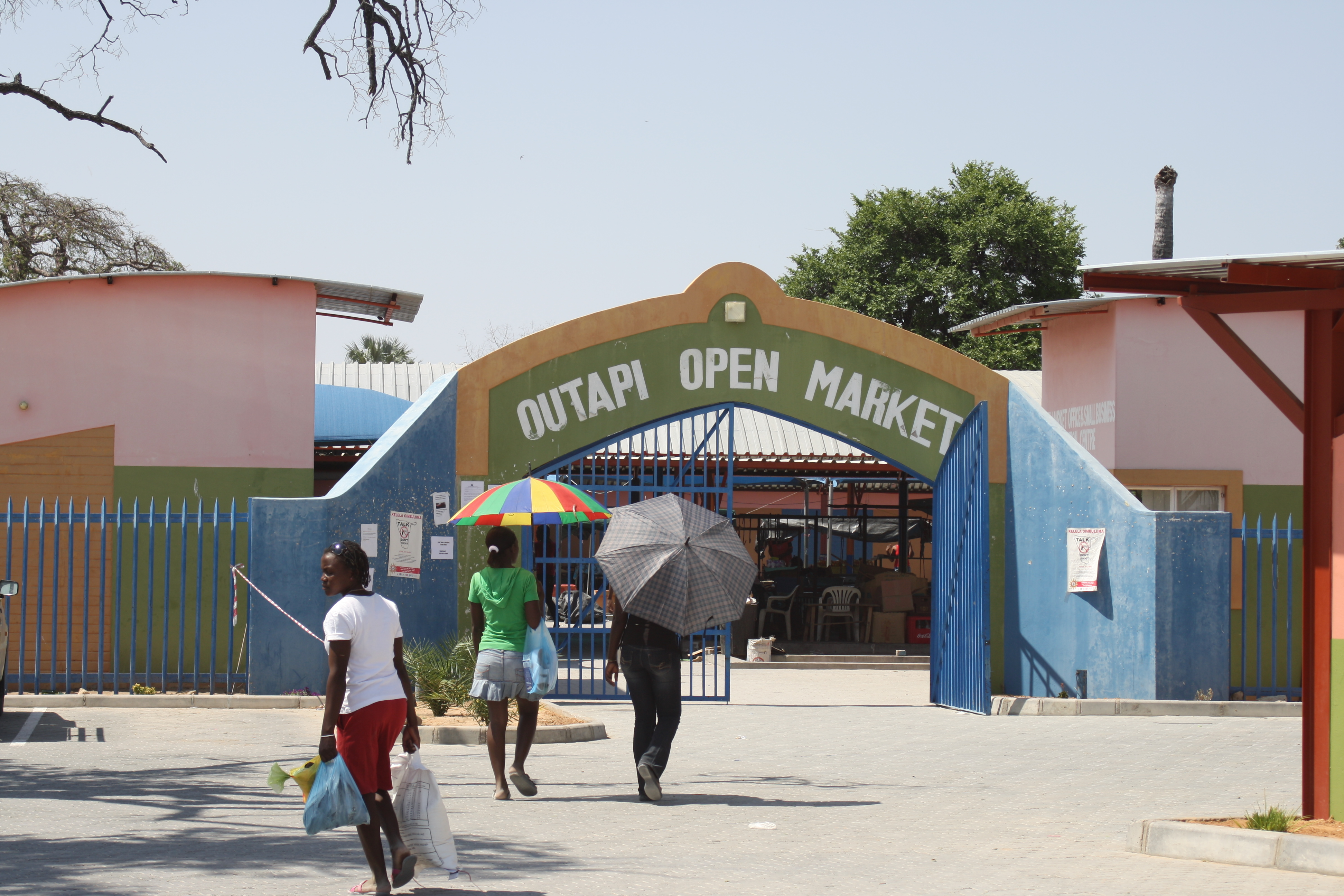
L'entrée du marché ouvert d'Outapi

L'économie de la ville d'Outapi repose avant tout sur une main d'œuvre salariée (près de 60 %), ainsi que sur les petits commerces non agricoles (près de 19 %). Ceci étant, de par sa situation de centre urbain dominant dans la région, l'activité agricole reste le poumon de l'économie de la ville.
Les principales banques du pays disposent d'une succursale à Outapi. C'est le cas notamment de Bank Windhoek, FNB, Standard Bank, Nedbank et FIDES Bank Namibia.

## Transport

### Le réseau routier
Bien que situé de facto dans le coin Nord-Ouest du pays, Outapi est connectée à un bon réseau routier. La route principale C46 la relie vers l'Est à la ville principale du Nord, Oshakati, ainsi qu'à Ondangwa, Tsumeb puis Windhoek. Une route secondaire, la M123, la relie au sud aux villes de Tsandi et Okahao, cette dernière étant elle-même reliée à Oshakati également.

### Transport aérien
Outapi ne dispose pas d'aéroport, cependant la construction d'une piste est à l'étude.

## Tourisme
Le tourisme d'Outapi repose quasiment exclusivement sur la présence sur le territoire de la ville du Baobab Ombalantu (Ombalantu Baobab Tree). Cet arbre a joué un rôle dans l'histoire de la région, grâce à sa taille particulièrement importante.

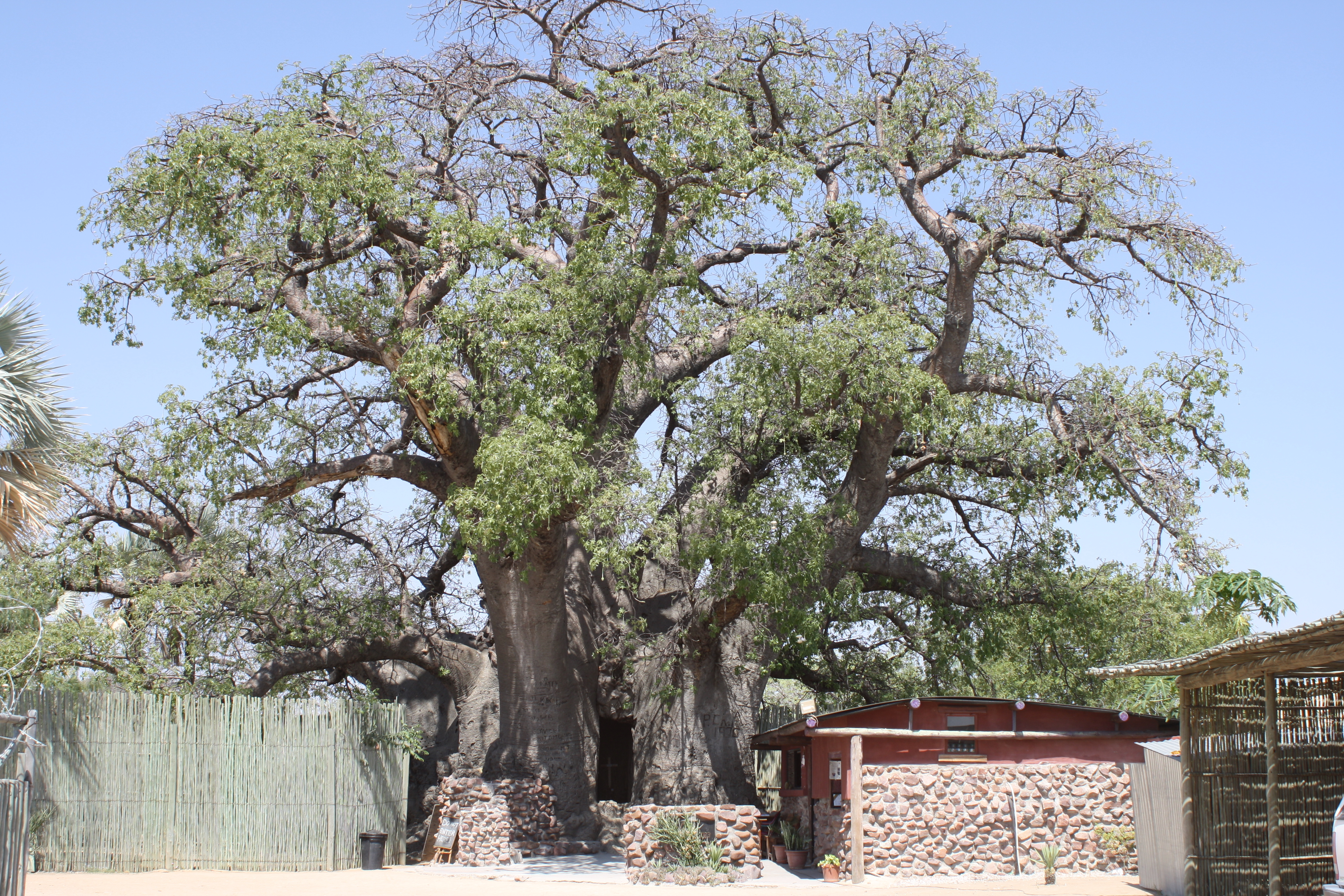
Le Baobab d'Ombalantu, la principale attraction touristique d'Outapi

Âgé de plus de 800 ans, l'arbre, creux à l'intérieur, a abrité de nombreux habitants des lieux lors de raids de tribus ennemies. Dans les années 1940, le baobab abritait un bureau de poste. Plus récemment, pendant l'occupation sud-africaine, l'arbre a servi tour à tour de prison, d'église et de bar. Le site est actuellement géré par la Namibia Tousim Community Based Tourism Assistance et la Museums Association of Namibia.
La ville dispose d'une capacité d'environ 30 lits.

## Éducation
Outapi dispose de plusieurs écoles dont une école secondaire.

## Jumelages
Outapi est jumelée avec  Yinchuan (Chine) depuis 2005.